# Bunnahabhain

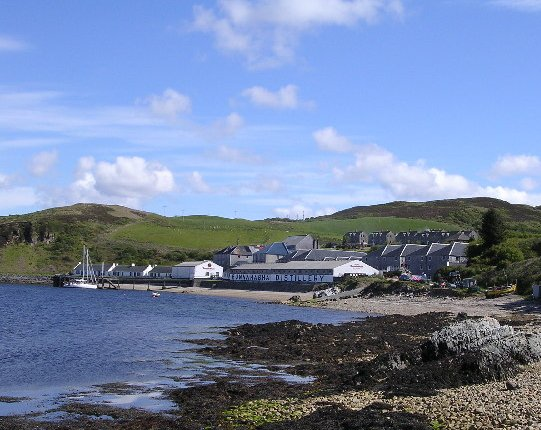
Bunnahabhain-distilleerderij

Bunnahabhain is een Schotse Islay single malt whisky. De distilleerderij is in 1881 gebouwd en is te vinden op de noordoostelijke punt van het eiland, iets ten noorden van Port Askaig. Vanaf dit punt kijkt men uit over de Sound of Islay en heeft men zicht op het nabijgelegen eiland Jura.
De Bunnahabhain-whisky is een van de mildere whisky's van Islay. In de brouwerij wordt ook een blend gemaakt van spirit van alle zeven distilleerderijen op Islay, gemengd met Northern Island-whisky, onder de naam Black Bottle.